# La Fonte de Barlaeus
Pour plus de détails, voir Fiche technique et Distribution.
La Fonte de Barlaeus est un court métrage français réalisé par Pierre-Henri Salfati, sorti en 1983.

## Fiche technique
- Titre : La Fonte de Barlaeus
- Réalisation : Pierre-Henri Salfati
- Scénario : Pierre-Henri Salfati
- Photographie : Jean-Yves Escoffier
- Son : Jean-Paul Mugel et Philippe Sénéchal
- Musique : Ronan Girre
- Montage : Alain Tortevoix
- Pays :  France
- Durée : 14 minutes
- Date de sortie : mai 1983 (présentation en compétition au Festival de Cannes)[1]

## Distribution
- Roland Dubillard
- Sylvie Flepp
- Rachel Salik
- Michel Caccia
- Catherine Melo

## Distinctions
- 1983 : Prix Jean-Vigo du court métrage